# غراسيلا مندوزا
غراسيلا مندوزا (بالإسبانية: Graciela Mendoza) هي عدائة مشي مكسيكية، ولدت في 23 مارس 1963 في Ixtapan del Oro ‏ في المكسيك.

## وصلات خارجية
- غراسيلا مندوزا على موقع الاتحاد الدولي لألعاب القوى (الإنجليزية)
- غراسيلا مندوزا على موقع اللجنة الأولمبية الدولية (الإنجليزية)
- غراسيلا مندوزا على موقع أوليمبيديا (الإنجليزية)